# Momotarō

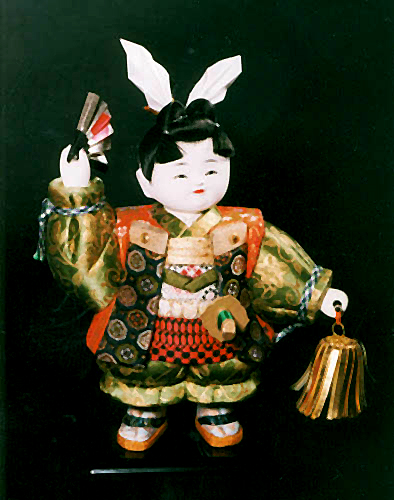
Poupée de Momotarō.

Momotarō (桃太郎) est un héros du folklore japonais. Sa légende est particulièrement bien connue au Japon et en Asie de l'Est. Ce nom signifie « garçon de pêche », Tarō est un suffixe appliqué aux prénoms de garçon au Japon et Momo signifie pêche.

## Légende
Selon la version de la légende datant de l'époque d'Edo, Momotarō est venu sur Terre dans une pêche qui descendait une rivière. Il a été découvert par une vieille femme qui y lavait son linge. Celle-ci l'a adopté et élevé avec son mari. Momotarō leur explique qu'il a été envoyé par les cieux pour être leur fils[réf. souhaitée]. 
Momotarō était grand et très fort. Cependant, il était paresseux et trouvait des excuses pour ne pas travailler. Quand il se décida à aller chercher « un peu » de bois, il revint avec un arbre énorme. Ceci attira sur lui l'attention du seigneur, lequel lui demanda de quitter ses parents pour aller combattre des démons sur l'île d'Onigashima[réf. souhaitée]. 
En chemin, Momotarō rencontre un chien, un singe et un faisan avec lesquels il se lie d'amitié. Ils vaincront les démons et leur chef, Ura[réf. souhaitée]. Il retournera chez ses parents avec ses amis et le trésor des démons. Lui et sa famille passèrent une vie agréable tous ensemble.

Momotarō est associé à la ville d'Okayama, où l'histoire aurait été inventée. Certains historiens pensent qu'elle trouve ses origines dans l'Antiquité, lorsque le prince déifié Kibitsuhiko-no-mikoto aurait été envoyé par son père l'empereur Kōrei pour soumettre la province de Kibi. Comme le dit le proverbe, « seuls les vainqueurs écrivent l'Histoire », et comme ce fut souvent le cas dans l'Histoire du Japon, les ennemis furent diabolisés et associés à des yokai, qui à leur tour rejoignirent le folklore populaire[réf. nécessaire].

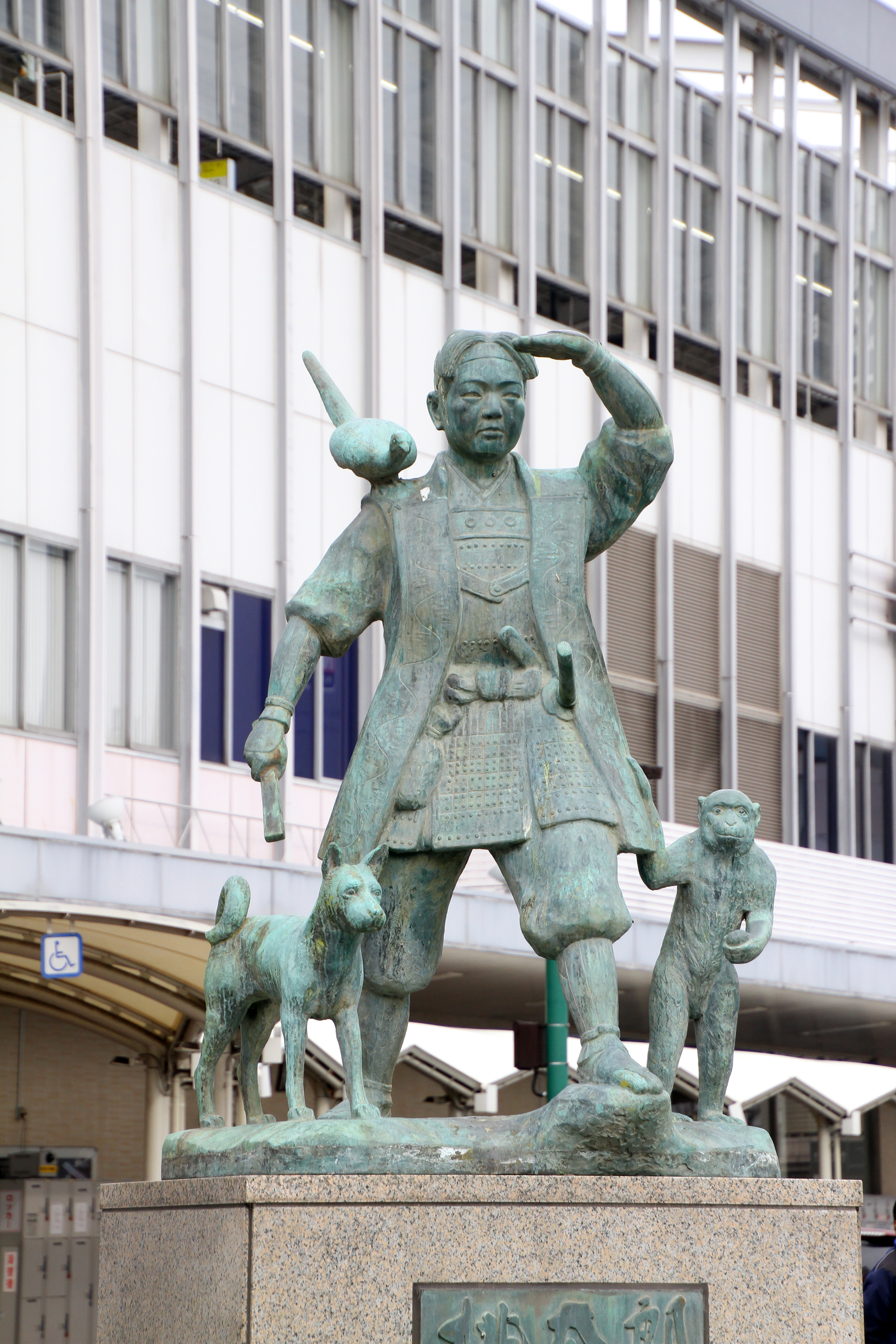
Statue de Momotarō et ses compagnons devant la gare JR d'Okayama
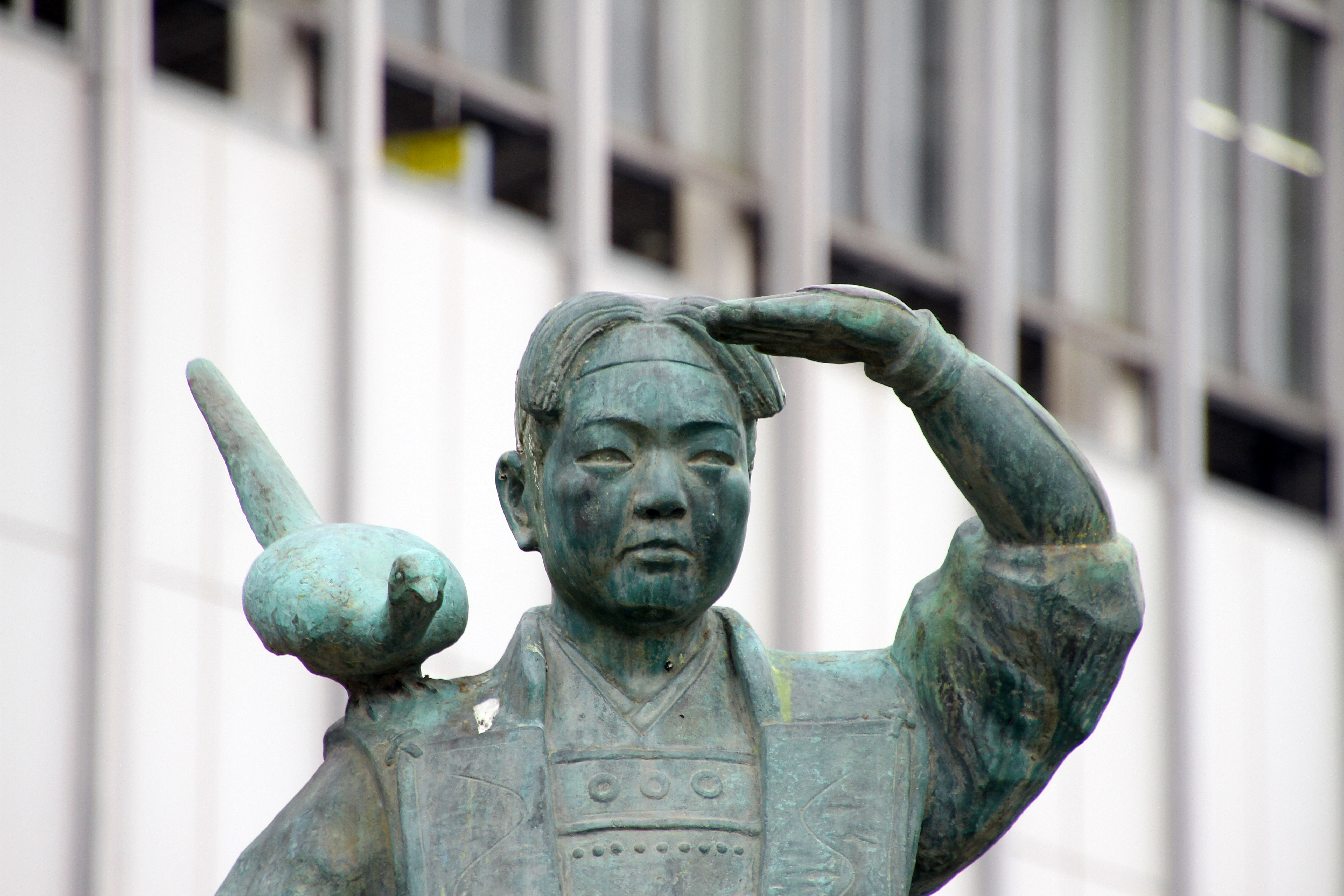
Momotarō et son compagnon faisan sur l'épaule
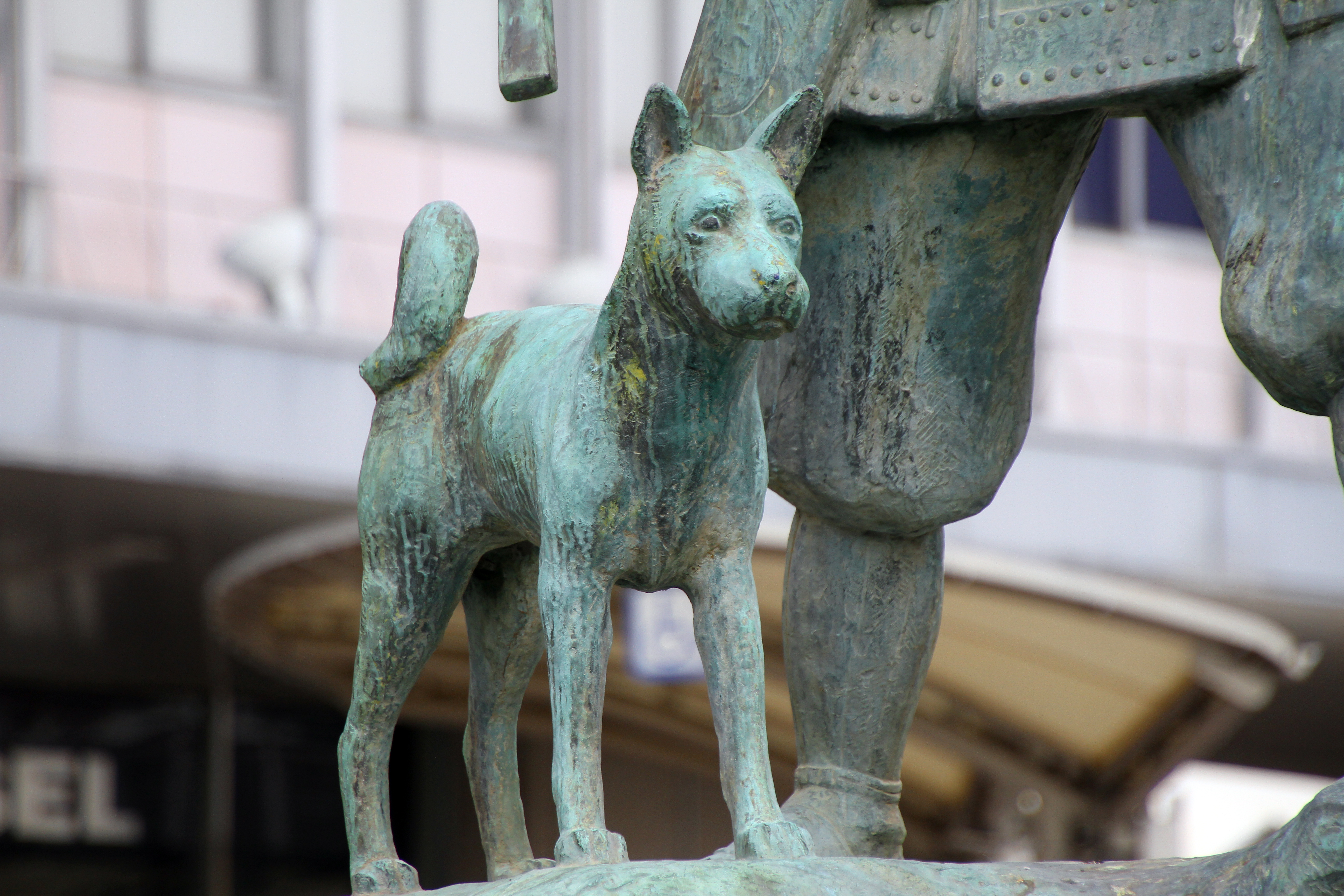
le chien compagnon de Momotarō

## Chanson
La chanson pour enfants très populaire au Japon intitulé Momotarō-san no Uta (« la chanson de Momotarō ») fut publiée pour la première fois en 1911. Depuis, la chanson a connu plusieurs versions différentes, dont celle-ci[réf. souhaitée] :
| Translittération | Japonais |
| --- | --- |
| Momotarō-san, Momotarō-san, Okoshini tsuketa kibidango, Hitotsu watashi ni kudasai na! Yarimashō, Yarimashō, Korekara oni no seibatsu ni, Tsuite ikunara yarimashō! Ikimashō, ikimashō, Anata ni tsuite doko made mo, Kerai ni natte ikimashō! Sorya susume, sorya susume, Ichidoni semete semeyaburi, Tsubu shite shima e, onigashima! Omoshiroi, omoshiroi, Nokorazu oni o seme fusete, bun-dorimono o enyaraya! Ban-banzai, Ban-banzai, Otomo no inu ya saru kiji wa Isan de kuruma o enyaraya | 桃太郎さん、桃太郎さん、 お腰につけた黍団子、 一つわたしに下さいな。 やりましょう、やりましょう、 これから鬼の征伐に、 ついて行くならやりましょう。 行きましょう、行きましょう、 貴方について何処までも、 家来になって行きましょう。 そりゃ進め、そりゃ進め、 一度に攻めて攻めやぶり、 つぶしてしまへ、鬼が島。 おもしろい、おもしろい、 のこらず鬼を攻めふせて、 分捕物をえんやらや。 万万歳、万万歳、 お伴の犬や猿雉子は、 勇んで車をえんやらや。 |

## Culture populaire
Momotarō est l'un des contes japonais les plus célèbres, il est ainsi régulièrement évoqué dans des mangas (One Piece, The Promised Neverland  Assassination Classroom), anime et séries télévisées (Kamen Rider Den-O et Avataro Sentai Donbrothers).

## Honneur
L'astéroïde (10353) Momotaro est nommé en son honneur.